# Certonotus apicalis
Certonotus apicalis är en stekelart som beskrevs av Morley 1913. Certonotus apicalis ingår i släktet Certonotus och familjen brokparasitsteklar. Inga underarter finns listade i Catalogue of Life.